# ترانسفورماتور پارامتریک
ترانسفورماتور پارامتریک (انگلیسی: Parametric transformer) گونه‌ای از ترانسفورماتور است. در این نوع ترانسفورماتورها توان الکتریکی از طریق القای متقابل ردوبدل (کوپلاژ) نمی‌شود بلکه با تغییر پارامتر در مدار مغناطیسی این کار صورت می‌گیرد. نخستین طراحی آن به سال ۱۹۶۸ توسط ونلاس بازمی‌گردد.